# اندی استیونسون (بازیکن فوتبال)
اندی استیونسون (انگلیسی: Andy Stevenson؛ زادهٔ ۲۹ سپتامبر ۱۹۶۷) بازیکن فوتبال اهل بریتانیا است.
از باشگاه‌هایی که در آن بازی کرده‌است می‌توان به باشگاه فوتبال دونکستر راورز و باشگاه فوتبال اسکانتورپ یونایتد اشاره کرد.